# Pluvier montagnard
Anarhynchus montanus
Espèce
Répartition géographique
- Aire de nidification
- Aire d'hivernage

Synonymes
Charadrius montanus
Statut de conservation UICN

 NT  : Quasi menacé
Le Pluvier montagnard (Anarhynchus montanus, anciennement Charadrius montanus) est une espèce de petits oiseaux limicoles appartenant à la famille des Charadriidae.
Cet oiseau niche notamment à travers les montagnes Rocheuses.